# Assekot

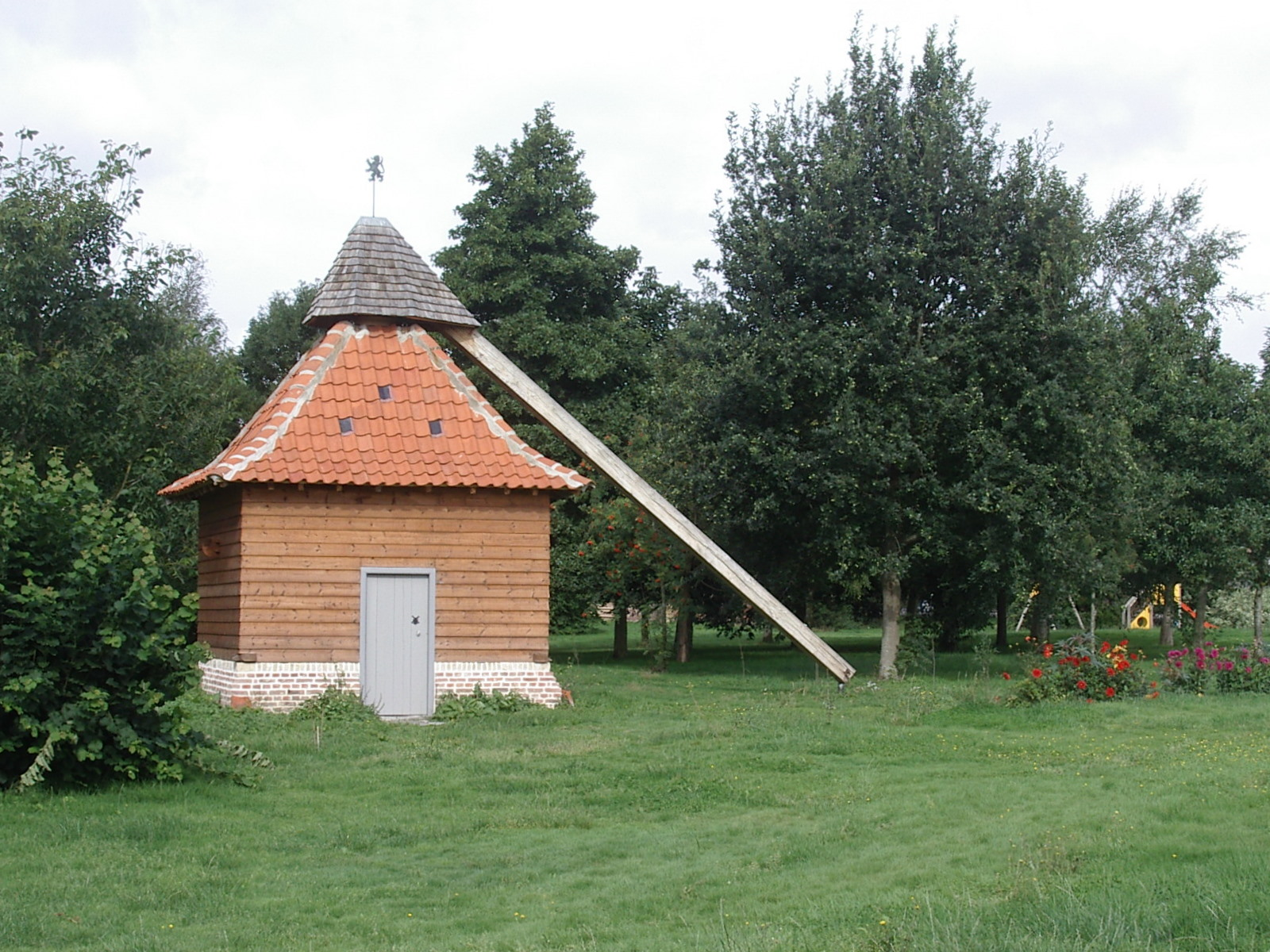
Assekot

Assekot of Rosmeulen is de naam van een Rosmolen te Volkerinkhove.
De naam assekot werd in West-Vlaanderen gebruikt voor een rosmolen: Een huisje waarin een as draaide. Het betreft een as waaraan een boom is bevestigd welke door een paard wordt aangedreven. Het paard loopt om het gebouwtje heen en het maalwerk bevindt zich binnenin.
Het assekot werd als zelfstandige molen gebruikt, maar vaak was het verbonden aan een windmolen, en diende als krachtbron indien er te weinig wind was.
In Frans Vlaanderen waren er veel van zulke rosmolens, maar zij werden allemaal gesloopt.
In 2005 werd door Frans-Vlaamse vereniging YSER HOUCK het initiatief genomen om opnieuw een rosmolen te bouwen, naar het voorbeeld van een exemplaar dat zich bevindt in het Openluchtmuseum Bachten de Kupe te Izenberge. De financiering kwam rond in 2008 en in 2009 begonnen de werkzaamheden. Op 4 september 2010 werd de rosmolen ingewijd.

## Externe bron
- ARAM